# Casetas
Casetas es un barrio rural de Zaragoza (España) situado a 14 km al oeste del centro de la ciudad.
Está regido por una Junta Vecinal.
Está a una altitud de 215 m s. n. m.

## Geografía humana

### Demografía
| Gráfica de evolución demográfica de Casetas entre 1842 y 1877 |
| |
| Población de derecho según los censos de población del INE Población de hecho según los censos de población del INEEn estos censos se denominaba Casetas, Las: 1842, 1857, 1860 y 1877 Entre el censo de 1887 y el anterior, este municipio desaparece porque se integra en el municipio 50297 (Zaragoza) |

EN 2015 el 23,6 % era población extranjera.
La llegada del ferrocarril, el proceso industrializador, la recepción de población procedente del éxodo rural hacia la periferia industrial de Zaragoza y la instalación de la factoría de Opel-General Motors en la década de 1980 fueron las causas del crecimiento durante el siglo XX.
En el siglo XXI el crecimiento estuvo protagonizado por la llegada de población extranjera.

## Comunicaciones
Las carreteras que pasan por Casetas son la AP-68, la A-68 y la N-232, que unen Zaragoza con el norte peninsular.

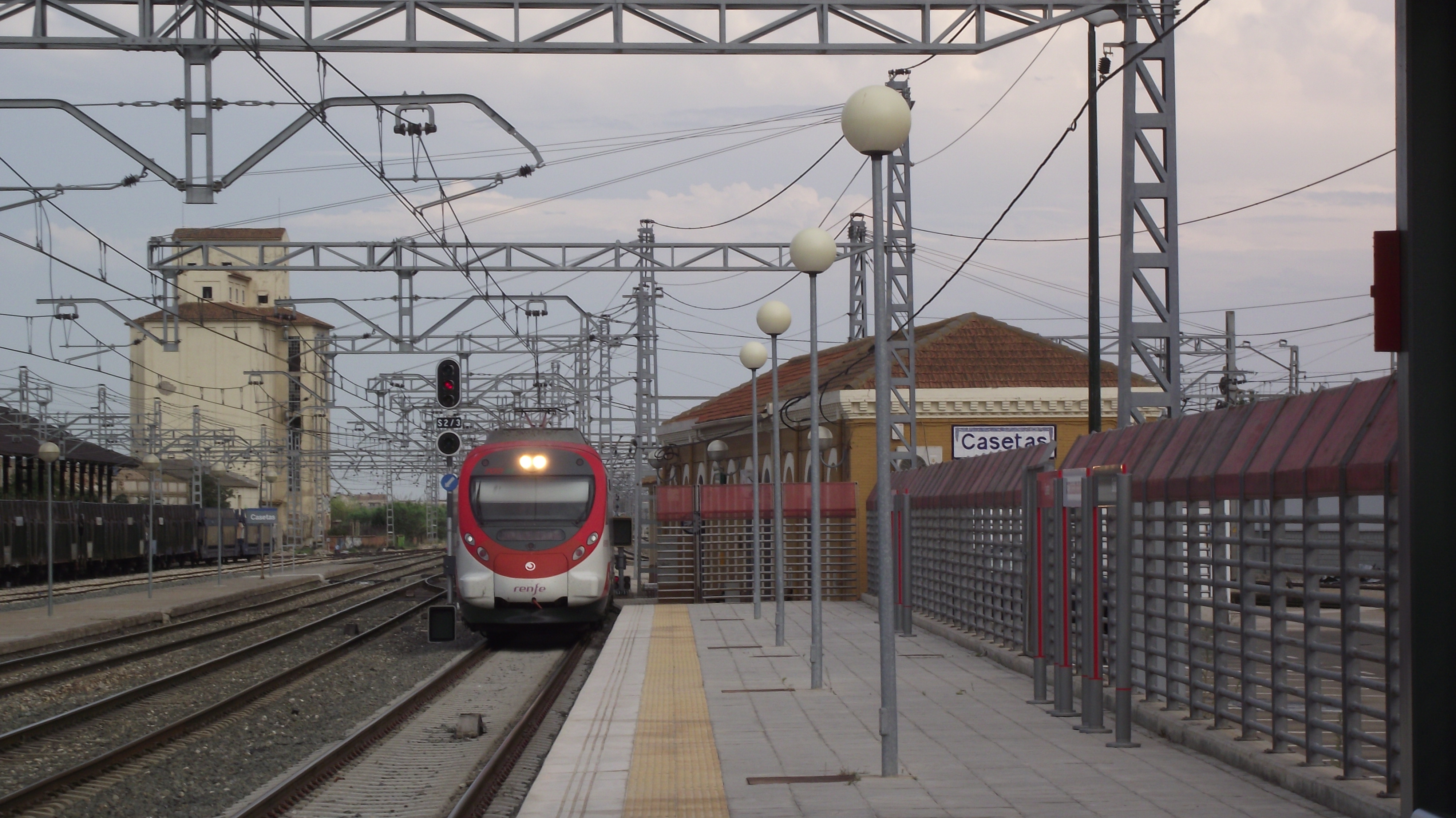
Instalaciones de la estación de Casetas, con el antiguo silo de grano al fondo.

En transporte por ferrocarril, enlazan en Casetas las dos líneas que comunican Zaragoza con Madrid y Alsasua. Coincidiendo con la inauguración de la Expo 2008, el 11 de junio de 2008 se inauguró la primera línea ferroviaria de cercanías de la ciudad, entre Casetas y Miraflores, con un horario de 7:10 a 23:30 horas.
Tiene paradas en Casetas, Utebo, Zaragoza Delicias (correspondencia con Alta Velocidad y Media Distancia y Líneas de Bus Urbano e Interurbano), Zaragoza Portillo, Zaragoza-Goya (conexión con líneas de Bus Urbano y con el tranvía) y Miraflores.
En el transporte público existe una línea municipal de autobuses, el popular «casetero», que tiene una frecuencia de diez minutos desde las 5:30 hasta las 23:45 horas y un tiempo de recorrido de 30 minutos. Durante el fin de semana la línea prolonga su horario con un búho bus. Existen otras líneas que comunican con poblaciones del entorno y que son gestionadas por el Consorcio de Transporte de Zaragoza.

## Administración
Casetas es una entidad de población que dista 14 km del centro de Zaragoza, su capital administrativa. Desde el 1 de julio de 1879 y por decisión del Ayuntamiento del entonces municipio de Las Casetas, este lugar pasó a agregarse al municipio de Zaragoza. Actualmente constituye el más poblado de los catorce Barrios Rurales que posee el municipio.
Situado en el extremo noroeste de su término municipal, linda al norte con Sobradiel, al sur con Garrapinillos, al este con Utebo y al oeste con los términos de Pinseque, Alagón y La Joyosa. Su situación en una zona de pleno regadío hace que sea sumamente productiva. Junto a estas posibilidades naturales, impulsó extraordinariamente a esta barriada la ubicación en ella del Camino Real a Navarra en el siglo XVI y del nudo ferroviario que forma el enlace de las líneas de Madrid a Barcelona y de Zaragoza a Bilbao e Irún.
Su Junta Vecinal está constituida por seis Vocales designados por los partidos políticos en proporción a los resultados obtenidos por sus partidos en las elecciones municipales. Esta Junta Vecinal está presidida por un Alcalde, que actúa como representante del Alcalde de Zaragoza, y que desde 1995 es elegido mediante consulta popular a través de sufragio.
Actualmente ocupa el cargo de Alcalde, Jorge Eseverri Ariño.

## Patrimonio

### Iglesia de San Miguel
La iglesia de San Miguel de Casetas se halla remoda al exterior, habiendo sido originalmente capilla de la Casa de los Duques de Solferino, que tuvieron importantes propiedades en la localidad.
En principio se trató de la iglesia de dos naves y cabecera recta, de estilo neoclásico, construida hacia finales del siglo XVIII.
Se amplió en el siglo XX y dándole a su planta actual de tres naves, crucero alineado, presbiterio recto, cubiertos por bóveda de lunetos y cúpula sobre pechina, en los que se respetó el estilo primitivo.
Su retablo mayor era una obra recompuesta de diferentes épocas, al parecer también regalo de los duques de Solferino. Su mazonería es de la primera mitad del siglo XVII y consta de banco, tres calles y ático, con diversos lienzos del siglo XII, sin temática común.
Sobresalen dos tablas, una dedicada a Santa Clara y otra con un Calvario, ambas góticas de finales del siglo XV.
En el crucero se hallan dos mazonerías de retablos de estípites de finales del siglo XVII-XVIII y una talla del Santo Cristo, obra quizás del siglo XVII.

### Harinera del Ebro

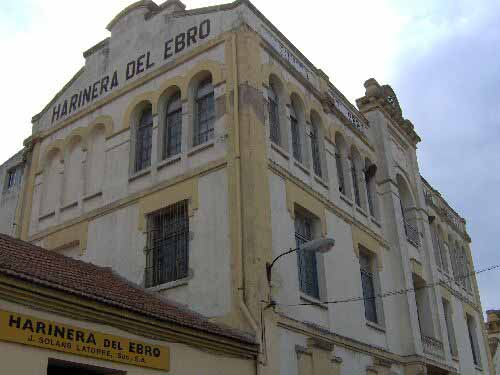
Harinera del Ebro en Casetas

La Fábrica de Harinas de Solans se incendió el 30 de diciembre de 1920. Se quemó casi toda la maquinaria y se hundió el edificio. La construcción actual es fruto de una reedificación de los primeros años de la década de 1920.
El edificio se integra dentro de la arquitectura fabril de las primeras décadas del siglo XX (1910-1920) incorporando un eclecticismo con matizaciones historicistas.
Está situada en la calle Moncayo, 15.

### Balsa del Ojo del Cura

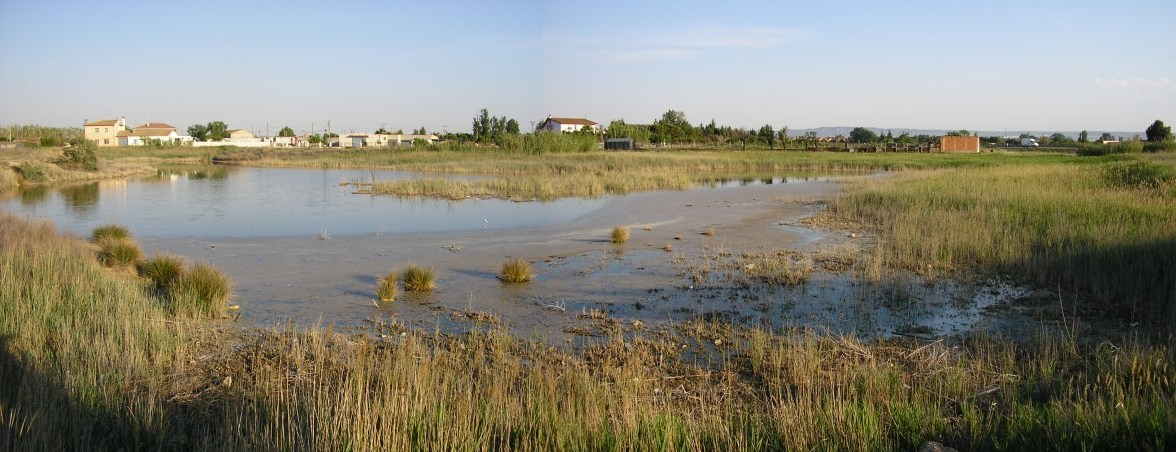
Balsa del Ojo del Cura.

La Balsa del Ojo del Cura es un espacio que constituye una singularidad geomorfológica y un patrimonio geológico y ecológico por la biodiversidad que vive en su entorno.
En 2009 el Ojo del Cura fue recogido en el catálogo de humedales protegidos del Gobierno de Aragón. También en 2009 ANSAR catalogó 250 especies vegetales diferentes en la Balsa del Ojo del Cura.
Es una dolina provocada por el hundimiento del suelo en la zona de regadío de la segunda terraza del Ebro, a consecuencia de la disolución de los sustratos de las calizas del subsuelo, lo que le confiere gran valor natural.

## Servicios
Pabellón deportivo municipal de Casetas en la avenida de la Constitución, 19.
Casa de juventud de Casetas en la calle Santiago Castillo, 17-19.
Centro cívico de Casetas en la plaza España, 1.
Centro de convivencia para mayores de Casetas en la plaza del Castillo, 7.
Centro municipal de Servicios sociales de Casetas en la plaza del Castillo, 7.
Centro deportivo municipal Aguas Claras en la avenida de Logroño, 107.
Campo municipal de fútbol San Miguel en el Camino Molino del Rey.
Parque de bomberos 4 (Casetas) en la avenida de Logroño, 107.
Escuela de música de Casetas C/ Domingo Legua Rudilla 3.

## Fiestas patronales
- Fiestas de la Virgen de la Rosa, el primer domingo de mayo.
- Fiestas de San Miguel, el 29 de septiembre.

## Historia musical
Casetas cuenta con una larga tradición musical y han surgido muchos grupos en este barrio. En la década de los 80 grupos heavy metal como Pedro Botero o de rock duro como Se Abre la Veda, también otros estilos menos duros como Latido o Bandera Blanca. Más tarde, en los 90 surgirían innumerables grupos de distintos estilos: Implacables, Putrefacción Craneal, Zirrosis Kronika, Seaphones, Mutazion, The Chandrils, Berserk, Real Casa, Nítidos, Antro, La Magra Humana, EHC, La Orquestina de la Estación, Vinos Chueca, The Stalentaos. En los años 2000 comenzaron grupos de hip-hop como D.P.R, La Cap Deleite, Urban Contack Clan y su primer grupo de «break dance» conocido como Doubblegzs Crew.